# پولاک پاینز (کالیفرنیا)
پولاک پاینز (به انگلیسی: Pollock Pines) یک منطقهٔ مسکونی در ایالات متحده آمریکا است که در شهرستان ال دورادو، کالیفرنیا واقع شده‌است. پولاک پاینز ۲۰٫۶۱۷ کیلومتر مربع مساحت و ۶٬۸۷۱ نفر جمعیت دارد و ۱٬۲۱۳ متر بالاتر از سطح دریا واقع شده‌است.